# باعامر (شبام)
'

تعديل مصدري - تعديل

باعامر هي إحدى قرى عزلة شبام بمديرية شبام التابعة لمحافظة حضرموت، بلغ تعداد سكانها 187 نسمة حسب تعداد اليمن لعام 2004.